# UTC+9:30
UTC +9:30 é o fuso onde o horário local é contado a partir de mais nove horas e trinta minutos em relação ao horário do Meridiano de Greenwich.
Longitude ao meio: 142º 30' 00" L
Ele é utilizado por:
- Papua-Nova Guiné (exceto a Região Autônoma de Bougainville)